# Бистрица об Драви
Бистрица об Драви (словен. Bistrica ob Dravi) је насељено место у општини Руше, Подравска регија, Словенија.

## Историја
До територијалне реорганизације у Словенији била је у саставу старе општине Руше. Насеље је основано 1992. године спајањем некадашњих насеља Бистрица при Лимбушу и Бистрица при Рушах.

## Становништво
У попису становништва из 2011. године, Бистрица об Драви је имала 1.368 становника.
| Број становника према пописима | Број становника према пописима |
| ------------------------------ | ------------------------------ |
| 2002                           | 2011                           |
| 1.348                          | 1.368                          |

Напомена: Године 1992. настала спајањем насеља Бистрица при Лимбушу и Бистрица при Рушах, која су укинута.